# Campagne de Valencia
Guerre d'indépendance du Venezuela
Batailles
m
Junte suprême de Caracas (1810-1811)
- Révolution du 19 avril 1810
- Coro
- Acte d'indépendance (es)

Première République (1811-1813)
- Valencia
- Guyane (1re)
- Monteverde
- Orient (1re)
- Admirable

Deuxième République (1813-1817)
- Occident (1re)
- Barinas
- Valles de Aragua y del Tuy
- Orient (2e) (es)
- Occident (2e)
- Los Cayos
- Barcelona

Troisième République (1817-1819)
- Guyane (2e)
- Margarita
- Centre
- Apure
- Nouvelle-Grenade

Grande Colombie (1819-1823)
- Armistice
- Carabobo
- Occident (3e) (es)
- Lac Maracaibo
- Puerto Cabello

La campagne de Valencia est une campagne militaire entreprise par les patriotes de la Junte Suprême de Caracas contre les habitants de la ville de Valencia dans le but de reprendre le contrôle des provinces ouest du Venezuela qui se sont soulevés à la suite de la déclaration d'indépendance proclamée par le Junte de Caracas le 5 juillet 1811.

## Contexte
En 1808, à la suite de la nomination de Joseph Bonaparte comme roi d'Espagne par Napoléon, le peuple espagnol entre en résistance contre ce qu'il considère comme une usurpation et réclame le retour de Ferdinand VII, retenu prisonnier au château de Valençay. Cette résistance passe par la formation de juntes, fédérées par la Junte de Séville. 
Le 19 avril 1810, tandis que la quasi-totalité de la péninsule tombe aux mains des Français et que la junte de Séville est dissoute, la Junte Suprême de Caracas est instaurée. Officiellement loyaliste et fidèle au roi Ferdinand, la junte de Caracas est en fait constituée en grande partie de jeunes créoles membres de la conjuration des mantuanos (es) dont le but n'est rien moins que l'indépendance. 
Un Congrès est institué, qui déclare l'indépendance du Venezuela (es) le 5 juillet 1811 et l'avènement de la République.

## Déroulement
Sitôt la nouvelle de l'indépendance connue de la population de la ville de Valencia, les habitants prennent le contrôle de la ville, se déclarant rebelles et réaffirmant leur loyauté à l'égard de Ferdinand VII. 
Lorsque la nouvelle de la rébellion parvient à Caracas, une expédition est organisée sous le commandement du Marquis del Toro (es) qui marche 
à travers l'actuel État d'Aragua et arrive aux alentours du lac de Valencia. À Mariara les troupes du marquis rencontrent de la résistance et il doit stopper son avance. Il est remplacé par Francisco de Miranda qui prend la direction de la campagne et entre dans la ville le 23 juillet. 
Les valencianos ont fortifié la cité et la lutte se fait maison par maison. Les points les plus résistants sont le quartier des miliciens pardos (es) et le couvent de San Francisco. Les patriotes sont expulsés de la ville après de durs combats. Miranda fait le siège de la ville, qui capitule le 13 août.